# 발광

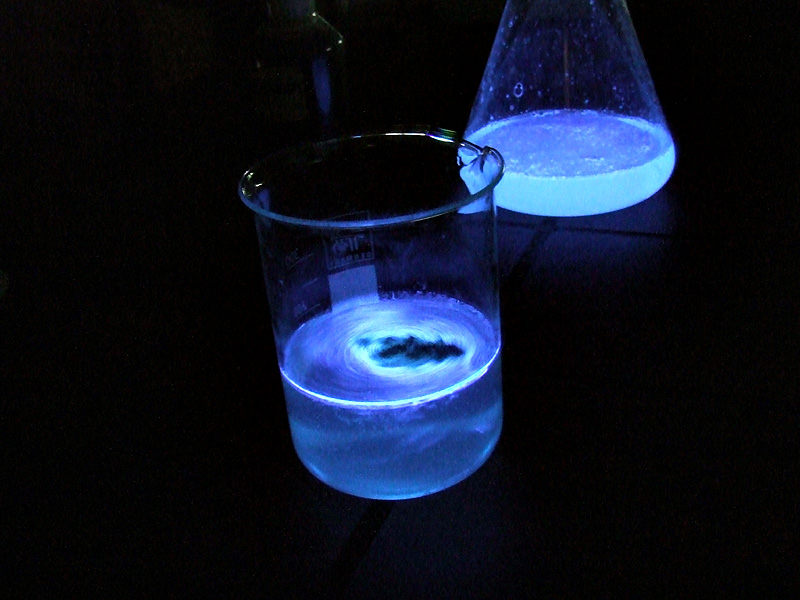
발광하는 루미놀

발광(發光)이란 물질이 전자파나 열, 마찰에 의하여 에너지를 받아 여기되어, 그 받은 에너지로 특정 파장의 빛을 방출하는 현상을 말한다.
여기원에서 에너지의 공급을 끊자마자 발광도 멈추는 것을 형광, 잔광을 가지고 있는 것을 인광이라고 부르지만, 양쪽의 구별은 뚜렷하지 않다. 양쪽을 정리하여 형광이라고 부르기도 한다. 화학적으로 여기 일중항에서 실활에 수반하는 발광을 형광이라고 부르고, 삼중항에서 실활에 수반하는 발광을 인광이라고 불러 구별하기도 한다. 일반적으로 삼중항은 수명이 길고 여기 일중항보다 에너지 준위가 낮기 때문에 인광의 파장은 길어진다.
물성 물리 분야에서 이 발광의 스펙트럼이나 강도를 조사하는 것으로 물질의 성질을 알 수 있기 때문에 여러 가지 측정에 사용된다. 빛에 의하여 여기하는 광 발광(photoluminescence, PL), 전계에 의하여 여기하는 전계 발광(electroluminescence, EL), 전자선에 의한 음극 발광(cathodeluminescence, CL), 열에 의한 열 발광, 음향파에 의한  음파 발광, 물리적인 힘에 의한 운동 발광 등이 있다.

## 같이 보기
- 광전 효과